# استان راتچابوری
استان راتچابوری (به تایلندی: ราชบุรี) یک شهر در تایلند است که در استان راتچابوری واقع شده‌است.

## خصوصیات
راتچابوری  ۳۸۲۰۸ نفر جمعیت دارد.